# Stefan Öhri
Stefan Öhri (* 1976) ist ein liechtensteinischer Politiker (VU). Er ist seit 2025 Abgeordneter im liechtensteinischen Landtag.

## Biografie
Öhri absolvierte eine Banklehre und ein betriebswirtschaftliches Studium. Danach war er vier Jahre lang als Consultant im Ausland tätig. Nach seiner Rückkehr nach Liechtenstein arbeitete er für die LGT. Zuletzt in deren Geschäftsleitung als Chief Operating Officer.
Im Februar 2025 wurde er für die Vaterländische Union in den Landtag des Fürstentums Liechtenstein gewählt.
Öhri ist verheiratet und hat eine Tochter.